# Grand Prix moto des Nations 1958
Le Grand Prix moto des Nations, connu également sous le nom de Grand Prix d'Italie 1958 est le septième rendez-vous de la saison 1958 du championnat du monde de vitesse. Il s'est déroulé sur l'Autodromo Nazionale di Monza du 12 au 14 septembre 1958.
C'est la 36e édition du Grand Prix moto des Nations et la 10e édition comptant pour le championnat du monde.

## Classement final 500 cm³
| Pos. | Pilote                   | Moto       | Temps/Écart       | Points |
| ---- | ------------------------ | ---------- | ----------------- | ------ |
| 1    | John Surtees             | MV Agusta  | 1 h 05 min 31 s 4 | 8      |
| 2    | Remo Venturi             | MV Agusta  | +1 min 19 s 9     | 6      |
| 3    | Umberto Masetti          | MV Agusta  | +1 min 51 s 5     | 4      |
| 4    | Dickie Dale              | BMW        | +1 tour           | 3      |
| 5    | Carlo Bandirola          | MV Agusta  | +1 tour           | 2      |
| 6    | Dave Chadwick            | Norton     | +1 tour           | 1      |
| 7    | Geoff Duke               | Norton     | +2 tours          |        |
| 8    | Giuseppe Cantoni         | MV Agusta  | +2 tours          |        |
| 9    | Gerold Klinger           | BMW        | +2 tours          |        |
| 10   | Ernst Hiller             | BMW        | +2 tours          |        |
| 11   | Alois Huber              | BMW        | +3 tours          |        |
| 12   | Adolfo Covi              | Norton     | +3 tours          |        |
| 13   | Jacques Collot           | Norton     | +4 tours          |        |
| 14   | Artemio Cirelli          | Gilera     | +5 tours          |        |
| 15   | Gianvittorio Ziglioli    | Moto Guzzi | +6 tours          |        |
| Abd. | Paolo Campanelli         | Norton     | Abandon           |        |
| Abd. | Luigi Marcelli           | Norton     | Abandon           |        |
| Abd. | Bob Brown                | BMW        | Abandon           |        |
| Abd. | Giuseppe Mantelli        | Gilera     | Abandon           |        |
| Abd. | Alfredo Milani           | Gilera     | Abandon           |        |
| Abd. | Fabio Ceredi             | Moto Guzzi | Abandon           |        |
| Abd. | John Hartle              | MV Agusta  | Abandon           |        |
| Abd. | Emanuele Maugliani       | Gilera     | Abandon           |        |
| Abd. | Bob Anderson             | Norton     | Abandon           |        |
| Abd. | Francesco Guglielminetti | Norton     | Abandon           |        |
| Abd. | Jacques Insermini        | Norton     | Abandon           |        |

## Classement final 350 cm³
| Pos. | Pilote            | Moto      | Temps/Écart   | Points |
| ---- | ----------------- | --------- | ------------- | ------ |
| 1    | John Surtees      | MV Agusta | 53 min 45 s 9 | 8      |
| 2    | John Hartle       | MV Agusta | +28 s 2       | 6      |
| 3    | Geoff Duke        | Norton    | +1 tour       | 4      |
| 4    | Bob Anderson      | Norton    | +1 tour       | 3      |
| 5    | Dave Chadwick     | Norton    | +1 tour       | 2      |
| 6    | Bob Brown         | AJS       | +2 tours      | 1      |
| 7    | Jacques Insermini | Norton    | +3 tours      |        |
| 8    | Hans Pesl         | AJS       | +3 tours      |        |
| 9    | A. Gorini         | Norton    | +4 tours      |        |
| Abd. | ...               | ....      | Abandon       |        |

## Classement final 250 cm³
| Pos. | Pilote               | Moto        | Temps/Écart   | Points |
| ---- | -------------------- | ----------- | ------------- | ------ |
| 1    | Emilio Mendogni      | Moto Morini | 45 min 07 s 3 | 8      |
| 2    | Gianpiero Zubani     | Moto Morini | +16 s 3       | 6      |
| 3    | Carlo Ubbiali        | MV Agusta   | +16 s 3       | 4      |
| 4    | Günter Beer          | Adler       | +1 tour       | 3      |
| 5    | Josef Autengruber    | NSU         | +1 tour       | 2      |
| 6    | Dieter Falk          | Adler       | +1 tour       | 1      |
| 7    | Fritz Kläger         | NSU         | +2 tours      |        |
| 8    | Adelmo Mandolini     | Moto Guzzi  | +2 tours      |        |
| 9    | Siegfried Lohmann    | Adler       | +2 tours      |        |
| 10   | Arthur Wheeler       | FB Mondial  | +3 tours      |        |
| 11   | Guido Paciocca       | Moto Guzzi  | +3 tours      |        |
| 12   | Hubert Luttenberger  | Adler       | +3 tours      |        |
| 13   | Karl-Julius Holthaus | NSU         | +3 tours      |        |
| 14   | Keller               | NSU         | +3 tours      |        |
| 15   | Lanfranco Baviera    | Moto Guzzi  | +3 tours      |        |
| Abd. | ...                  | ...         | Abandon       |        |

## Classement final 125 cm³
| Pos. | Pilote              | Moto       | Temps/Écart   | Points |
| ---- | ------------------- | ---------- | ------------- | ------ |
| 1    | Bruno Spaggiari     | Ducati     | 39 min 51 s 1 | 8      |
| 2    | Alberto Gandossi    | Ducati     | +16 s 1       | 6      |
| 3    | Francesco Villa     | Ducati     | +1 min 09 s 6 | 4      |
| 4    | Dave Chadwick       | Ducati     | +1 min 13 s 9 | 3      |
| 5    | Luigi Taveri        | Ducati     | +1 min 14 s 4 | 2      |
| 6    | Enzo Vezzalini      | MV Agusta  | +1 tour       | 1      |
| 7    | Horst Fügner        | MZ         | +1 tour       |        |
| 8    | Willi Scheidhauer   | Ducati     | +1 tour       |        |
| 9    | Silvano Rinaldi     | Paton      | +1 tour       |        |
| 10   | Arthur Wheeler      | FB Mondial | +2 tours      |        |
| 11   | Rocchi              | FB Mondial | +2 tours      |        |
| 12   | Hans Pesl           | Ducati     | +2 tours      |        |
| 13   | Giuliano Maoggi     | Ducati     | +2 tours      |        |
| 14   | Bill Webster        | MV Agusta  | +2 tours      |        |
| 15   | Hubert Luttenberger | FB Mondial | +2 tours      |        |
| 16   | Alessandro Brabetz  | Ducati     | +2 tours      |        |
| 17   | Mario Carini        | Paton      | +3 tours      |        |
| Abd. | ...                 | ...        | Abandon       |        |